# Linda Pérez
Linda Patricia Pérez López (9 de julio de 1998) es una deportista venezolana que compite en atletismo adaptado. Ganó una medalla de oro en los Juegos Paralímpicos de Tokio 2020 en la prueba de 100 m (clase T11).

## Palmarés internacional
| Juegos Paralímpicos | Juegos Paralímpicos | Juegos Paralímpicos | Juegos Paralímpicos |
| Año                 | Lugar               | Medalla             | Prueba              |
| ------------------- | ------------------- | ------------------- | ------------------- |
| 2020                | Tokio (Japón)       | Medalla de oro      | 100 m T11           |